# Teste Voight-Kampff
O teste Voight-Kampff é um teste científico e psicológico fictício citado no livro de ficção científica Do Androids Dream of Electric Sheep?, de Philip K. Dick, e encenado no filme Blade Runner (1982). 
Nele, o interrogador faz séries de perguntas e o entrevistado responde. Segundo o filme "Blade Runner" são necessárias 30 perguntas para que se tenha o resultado: "é ou não é um Replicante." 
O teste consiste em observar o aumento involuntário da pupila e sua dilatação. Combinando as respostas obtidas com o teste das pupilas, o interrogador obtém a resposta desejada. Voight-Kampff é uma abreviação para os diversos testes que nele se encontram.
De acordo com Judith Barad, em texto apresentado no curso Philosophy and Science Fiction, do Outono de 2012, do Departamento de Filosofia da University of Kentucky, este teste é uma aplicação do teste de Turing, que consiste em determinar se o objeto testado é humano ou não com base nas respostas a um teste: se o objeto testado for indistinguível de um ser humano, então o objeto é um ser humano. Jean-Paul Sartre, porém, discorda da conclusão do teste, pois, segundo este, a existência precede a essência, e o fato de um ser humano primeiro nascer, então existir, e só depois escolher sua essência, faz dos seres humanos diferentes dos objetos manufaturados. Sartre, segundo Judith Barad, aprovaria o teste V-K, pela ênfase que este teste dá às emoções humanas.